# Артур Салліван
Сер Артур Сеймур Салліван (англ. Sir Arthur Seymour Sullivan; 13 травня 1842, Лондон — 22 листопада 1900, Лондон) — британський композитор змішаного ірландсько-італійського походження, відомий своїми комічними операми, написаними у співавторстві з Вільямом Ґілбертом. Створив 23 опери, 13 великих оркестрових творів, 8 хорових творів й ораторій, 2 балети, численні гімни і твори церковної музики, балади, пісні та інші п'єси.